# زنون دی‌فلورید
زنون دی‌فلورید (به انگلیسی: Xenon difluoride) یک ترکیب شیمیایی با شناسه پاب‌کم ۸۳۶۷۴ است. شکل ظاهری این ترکیب، جامد سفید است.